# Rigoberto Rojas
Rigoberto Rojas García (San José; 27 de marzo de 1938) es un exfutbolista costarricense que jugaba de delantero. Posteriormente, fue entrenador del Deportivo Saprissa en 1983 y 1986.

## Selección nacional
Su debut con Costa Rica se dio el 8 de marzo de 1959, en una derrota en casa frente a México de 2-1 con doblete de Héctor Hernández a favor del combinado mexicano y gol de Walter Pearson para el cuadro costarricense.

## Clubes
| Club                | País       | Año       |
| ------------------- | ---------- | --------- |
| Saprissa            | Costa Rica | 1956-1964 |
| Cartaginés (cesión) | Costa Rica | 1957-1959 |
| Cartaginés          | Costa Rica | 1964-1968 |
| Herediano           | Costa Rica | 1968      |

## Palmarés

### Títulos nacionales
| Título               | Equipo   | País       | Año  |
| -------------------- | -------- | ---------- | ---- |
| Copa Presidente      | Saprissa | Costa Rica | 1960 |
| Primera División     | Saprissa | Costa Rica | 1962 |
| Copa Presidente      | Saprissa | Costa Rica | 1963 |
| Campeón de Campeones | Saprissa | Costa Rica | 1963 |
| Primera División     | Saprissa | Costa Rica | 1964 |

### Títulos internacionales
| Título                                  | Equipo     | Sede     | Año  |
| --------------------------------------- | ---------- | -------- | ---- |
| Campeonato Centroamericano y del Caribe | Costa Rica | San José | 1961 |

### Distinciones individuales
| Distinción                                | Año  |
| ----------------------------------------- | ---- |
| Máximo goleador de la Copa Gastón Michaud | 1963 |
| Máximo goleador de la Copa Totogol        | 1965 |